# Apion compactum
Apion compactum är en skalbaggsart som beskrevs av Desbrochers des Loges 1888. Apion compactum ingår i släktet Apion, och familjen spetsvivlar. Arten har ej påträffats i Sverige.